# Fairchild Air Force Base
La Fairchild Air Force Base è una base militare gestita dalla United States Air Force che viene prevalentemente utilizzata dal Air Mobility Command (AMC).  Situata nella Spokane County nello stato federale del Washington negli Stati Uniti, la base si trova a sole dodici miglia dalla città di Spokane.  La base risulta essere un census-designated place (CDP). Secondo il censimento condotto nel 2000 presso la Fairchild Air Force Base
vivevano 4357 persone. La base fu nominata in onore del generale Muir Stephen Fairchild.
Attualmente la base è la sede del 92d Air Refueling Wing, e del 141st Air Refueling Wing, entrambi dotati di KC-135 Stratotanker.